# Greatest Hits (албум на „Уестлайф“)
Greatest Hits е вторият сборен албум на ирландската група „Уестлайф“, издаден през ноември 2011. Албумът достига номер 4 във Великобритания и първо място в Ирландия. Компилацията съдържа най-добрите песни на групата и излиза няколко месеца преди да се разделят за известно време. Продаден е в общо 600 хиляди копия и получава два пъти платинена сертификация. Издаден е един единствен сингъл Lighthouse.

## Списък с песните

### Оригинален траклист
1. Swear It Again (радио редактиран) – 4:08
2. If I Let You Go (радио редактиран) – 3:41
3. Flying Without Wings – 3:35
4. Against All Odds (Take a Look at Me Now) (с Марая Кери) – 3:19
5. My Love (радио редактиран) – 3:51
6. Uptown Girl (радио редактиран) – 3:05
7. Queen of My Heart (радио редактиран) – 4:18
8. World of Our Own (Single Remix) – 3:28
9. Unbreakable (Single Remix) – 4:32
10. Mandy – 3:17
11. You Raise Me Up – 4:00
12. Home – 3:24
13. What About Now (2011 Remix) – 3:59
14. Safe (Single Remix) – 3:52
15. Lighthouse – 4:23
16. Beautiful World – 4:02
17. Wide Open – 3:41
18. Last Mile of the Way – 3:49

### Японско издание
1. Over and Out – 3:24

### Делукс издание (бонус диск)
1. I Have a Dream – 4:13
2. Seasons in the Sun – 4:06
3. Fool Again – 3:53
4. What Makes a Man – 3:51
5. When You're Looking Like That (Single Remix) – 3:52
6. Bop Bop Baby (Single Remix) – 4:27
7. Hey Whatever – 3:26
8. Obvious – 3:29
9. When You Tell Me That You Love Me (с Даяна Рос) – 3:55
10. Amazing – 2:49
11. The Rose – 3:38
12. Us Against the World – 3:59
13. What About Now (на живо от The O2) – 4:15
14. Uptown Girl (на живо от The O2) –	3:59
15. Mandy (на живо от The O2) – 3:50
16. Home (на живо от The O2) – 3:41
17. Flying Without Wings (на живо от BBC Proms in the Park 2011) – 4:29
18. You Raise Me Up (на живо от BBC Proms in the Park 2011, с Fionnuala Sherry) – 4:51

### Делукс издание (DVD)
1. Swear It Again – 4:07
2. If I Let You Go – 3:39
3. Flying Without Wings – 3:46
4. I Have a Dream – 4:20
5. Seasons In the Sun – 4:01
6. Fool Again – 4:20
7. Against All Odds (с Марая Кери) – 3:20
8. My Love – 4:14
9. What Makes a Man – 3:49
10. I Lay My Love on You – 3:29
11. Uptown Girl – 4:11
12. When You're Looking Like That – 4:00
13. Queen of My Heart – 4:28
14. World of Our Own – 3:38
15. Bop Bop Baby – 4:58
16. Unbreakable – 4:33
17. Tonight – 4:31
18. Miss You Nights – 3:12
19. Hey Whatever – 3:35
20. Mandy – 3:17
21. Obvious – 3:28
22. Ain't That a Kick in the Head – 2:26
23. Smile – 2:49
24. Angel – 4:22
25. You Raise Me Up – 4:00
26. When You Tell Me That You Love Me (с Даяна Рос) – 4:00
27. Amazing – 2:55
28. The Rose – 3:32
29. Home – 3:29
30. Us Against the World – 3:57
31. Something Right – 3:14
32. What About Now – 4:10
33. Safe – 3:50
34. Swear It Again (американска версия) – 4:10
35. World of Our Own (американска версия) – 3:34